# Allégeance
Pour les articles homonymes, voir Allegiance et Serment d'allégeance.
Allégeance (titre original : Allegiance) est un roman de science-fiction de Timothy Zahn situé dans l'univers étendu de Star Wars. Publié aux États-Unis par Del Rey Books en 2007, puis traduit en français et publié par les éditions Fleuve noir la même année,, il se déroule en l'an 0 ap. BY soit juste après le film Star Wars, épisode IV : Un nouvel espoir.

## Résumé
Quatre soldats décident après la destruction de l'Étoile de la mort de déserter l'armée impériale écœuré par les massacres que l'Empire leur demande commettre. Ils s'allieront alors avec Han Solo, Luke Skywalker et Chewbacca afin de sauver la princesse Leia Organa des griffes de l'Empire...

Mais ce ne sera pas facile car Mara Jade, la main de l'empereur est sur leurs traces...

## Personnages
- Han Solo
- Chewbacca
- Luke Skywalker
- Leia Organa
- Mara Jade